# ستايسي ميكلسن
ستايسي ميكلسن (بالإنجليزية: Stacey Michelsen)‏ هي لاعب هوكي الحقل نيوزيلندية، ولدت في 18 فبراير 1991 في وانغاري في نيوزيلندا.

## وصلات خارجية
- ستايسي ميكلسن على موقع الاتحاد الدولي للهوكي (الإنجليزية)
- ستايسي ميكلسن على موقع أوليمبيديا (الإنجليزية)
- ستايسي ميكلسن على موقع اللجنة الأولمبية النيوزيلندية (الإنجليزية)
- ستايسي ميكلسن على موقع اتحاد ألعاب الكومنولث (مؤرشف) (الإنجليزية)